# کیتلین
سلسته بریل بونین (۷ اکتبر ۱۹۸۶، هیوستون، تگزاس)
(به انگلیسی: Celeste Beryl Bonin)بدنساز، مدل و کشتی‌گیر حرفه‌ای آمریکایی است.
او تا پایان فعالیت ورزشی‌اش در دبلیو دبلیو ای با نام کیتلین مسابقه داد. او کارش را به عنوان مدل آغاز کرد. همچنین در سال ۲۰۰۹ حضوری در مجله Flex داشت. در ژوئیه ۲۰۱۰، قراردادی با wwe امضا کرد و وارد FCW شد. در سپتامبر همان سال وارد رقابت‌های NXT شد و توانست تنها زنی باشد که NXT را می‌برد. سپس با ای جی تگ تیم The chickbusters را تشکیل داد.
او در ۲۵ ژوئن ۲۰۱۴ کمپانی پوشاک بدنسازی و تناسب اندام خود با نام Celestial Bodiez را احداث کرد. کِیتلین در ۱۷ ژوئیه ۲۰۱۴ اعلام کرد که خود را در دبلیودبلیوئی بازنشسته می‌داند و قصد دارد از این به بعد بیشتر روی ازدواجش و فعالیت‌های تجاری‌اش در زمینه پوشاک تمرکز داشته باشد.

## زندگی خصوصی
کیتلین بهترین دوست ای جی است. گروه موسیقی مورد علاقه او Red hot chili peppers، فیلم مورد علاقه‌اش American psycho است. سریال مورد تنفرش The big bang theory است. به گفته کیتلین جایی رو که خیلی دوست دارد تگزاس است و گفته که: باحالترین جاییه که وجود داره!